# جون باتلر (لاعب كرة قدم أمريكية)
جون باتلر (بالإنجليزية: John Butler)‏ هو لاعب كرة قدم أمريكية أمريكي، ولد في 14 سبتمبر 1918 في نوكسفيل في الولايات المتحدة، وتوفي في 1 أبريل 1963.